# Сафра-Басте
Сафра-Басте (перс. صفرابسته) — село в Ірані, у дегестані Кіяшахр, у бахші Кіяшахр, шагрестані Астане-Ашрафіє остану Ґілян. За даними перепису 2006 року, його населення становило 1258 осіб, що проживали у складі 338 сімей.

## Клімат
Середня річна температура становить 14,58°C, середня максимальна – 28,61°C, а середня мінімальна – -0,04°C. Середня річна кількість опадів – 1185 мм.
| Клімат поселення                              | Клімат поселення | Клімат поселення | Клімат поселення | Клімат поселення | Клімат поселення | Клімат поселення | Клімат поселення | Клімат поселення | Клімат поселення | Клімат поселення | Клімат поселення | Клімат поселення | Клімат поселення |
| Показник                                      | Січ.             | Лют.             | Бер.             | Квіт.            | Трав.            | Черв.            | Лип.             | Серп.            | Вер.             | Жовт.            | Лист.            | Груд.            |                  |
| Середній максимум, °C                         | 8,83             | 9,28             | 11,88            | 17,60            | 21,84            | 25,59            | 28,61            | 28,33            | 25,04            | 21,05            | 16,35            | 12,13            |                  |
| Середня температура, °C                       | 4,39             | 4,85             | 7,42             | 13,16            | 17,40            | 21,14            | 24,47            | 24,17            | 20,89            | 16,91            | 12,19            | 7,99             |                  |
| Середній мінімум, °C                          | −0,04            | 0,40             | 2,98             | 8,71             | 12,95            | 16,71            | 20,34            | 20,03            | 16,75            | 12,78            | 8,06             | 3,85             |                  |
| Норма опадів, мм                              | 113              | 93               | 87               | 46               | 46               | 33               | 33               | 62               | 139              | 215              | 178              | 140              |                  |
| Середньомісячна швидкість вітру, м/с          | 2.40             | 2.50             | 2.44             | 2.40             | 2.38             | 2.66             | 2.70             | 2.32             | 2.10             | 2.11             | 2.02             | 2.20             |                  |
| Середньомісячна сонячна радіація, кДж/м²·день | 6931             | 9009             | 10938            | 15407            | 19630            | 21748            | 22247            | 18810            | 15247            | 10738            | 8570             | 6632             |                  |
| --------------------------------------------- | ---------------- | ---------------- | ---------------- | ---------------- | ---------------- | ---------------- | ---------------- | ---------------- | ---------------- | ---------------- | ---------------- | ---------------- | ---------------- |
| Джерело:                                      |                  |                  |                  |                  |                  |                  |                  |                  |                  |                  |                  |                  |                  |